# 1. československý armádní sbor
1. československý armádní sbor (zejména v komunistické historiografii někdy také neoficiálně známý jako Svobodova armáda) byl svazek československé zahraniční armády bojující ve druhé světové válce na východní frontě po boku Rudé armády. Udává se, že v něm sloužilo 60 000 mužů a žen; osvobozovacích bojů se přímo účastnilo okolo 22 000 vojáků ve 3 pěších, tankové a výsadkové brigádě. Počátkem září 1944 před bitvou v Dukelském průsmyku tvořili vojáci české národnosti, narození na území ČSR, jen 5,6 %. Nejvíce bylo Volyňských Čechů 42 %, Rusínů a Ukrajinců 24 %, Slováků 20%. Bojové ztráty byly doplňovány mobilizací na osvobozených územích. Při přechodu na Moravu počátkem května 1945 měl sbor asi 18-20 tisíc vojáků.

## Vznik vojenské jednotky

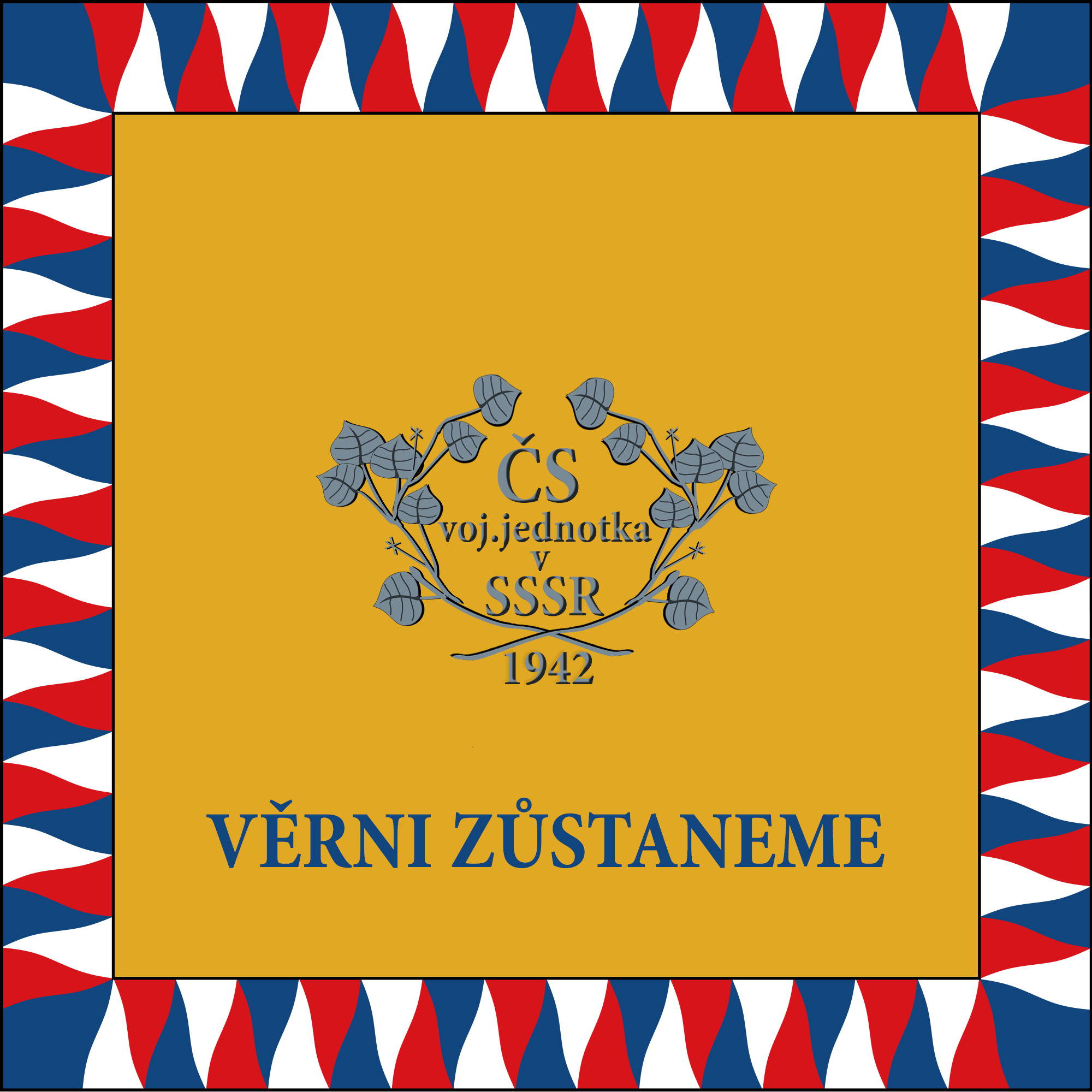
Podoba lícové strany praporu Československé vojenské jednotky v SSSR. Zástava byla původně předána 27. ledna 1943 Heliodorem Píkou 1. čsl. samostatnému praporu v SSSR, a později sloužila jako prapor následujících československých formací na východní frontě. V současnosti je součástí sbírek VHÚ.

Vznik vojenské jednotky v Sovětském svazu za druhé světové války má svůj prapůvod již v roce 1939, kdy po okupaci Čech a Moravy a vzniku Slovenského státu odešlo několik stovek vlastenců ilegálně do Polska. Zde však byli přijati chladně, postoj polské vlády k nim se změnil až po napadení Polska nacistickým Německem. Československý legion byl zasazen až v závěrečné fázi bojů a po porážce Polska ustoupil do SSSR. Tam byli internováni a část se ocitla dokonce v sovětských gulazích. Díky intervenci exilové vlády v Londýně se podařilo část československých vojáků přemístit roku 1940 do Francie, kde měli bojovat proti Němcům. V druhé polovině roku 1941 po napadení Sovětského svazu nacistickým Německem se začala měnit situace zbylých vojáků. Českoslovenští komunisté, kteří byli v sovětském azylu, i samotné vedení legionu pod vedením podplukovníka Ludvíka Svobody, přesvědčili sovětskou vládu, aby schválila vznik československého zahraničního vojska na svém území.
Počátkem roku 1942 se v uralském městě Buzuluku začala formovat jednotka, která měla být základem nové československé armády. Kromě vojáků z československého legionu se do ní hlásili českoslovenští občané, kteří byli po přechodu hranic SSSR vězněni v táborech Gulag. Malou část tvořili občané žijící v SSSR, slovenští zajatci a přeběhlíci, původně bojující v slovenské armádě proti SSSR, později i volyňští Češi. Málo se již ví o tom, že většina z prvních 900 vojáků, kteří se do útvaru přihlásili, byli českoslovenští Židé (např. Arnošt Steiner a další). Jednotka formálně podléhala čs. vojenské misi pod velením plukovníka (později generála) Heliodora Píky, ale celou dobu války byla předmětem politického boje mezi exilovou londýnskou vládou a exilovým vedením KSČ, jejímž představitelem byl Klement Gottwald.

## 1. čs. samostatný polní prapor
V polovině července roku 1942 již byl 1. československý samostatný polní prapor zformován. Dne 28. srpna 1942 se podplukovník Ludvík Svoboda obrátil s dopisem ke Stalinovi, v němž žádal o nasazení útvaru na frontu, za což sklidil kritiku vlády Československa v exilu. Stalin žádosti vyhověl a přikázal jednotku o síle 979 mužů a 38 žen vyzbrojit. Prapor obdržel 553 samonabíjecích pušek SVT-40, 192 opakovacích pušek Mosin-Nagant, 10 odstřelovacích pušek, 47 samopalů (převážně PPŠ-41), 47 pistolí a revolverů, 40 lehkých kulometů DP, 12 těžkých kulometů Maxim 1910, 16 protitankových pušek PTRS-41, 2 protitankové kanóny ráže 45 mm, 9 minometů ráže 50 mm a 9 minometů ráže 82 mm. Vojáci byli obléknuti do stejnokrojů britského původu.
Dne 30. ledna 1943 odjel v počtu 974 mužů a žen na frontu do prostoru Charkova. 8. března prošel prvním bojovým křtem, když bránil svěřený 15 km široký úsek podél řeky Mže proti útoku německého pluku zesíleného tankovým praporem 4. tankové armády. Vzhledem k tomu, že nedisponoval těžkými zbraněmi, byl posílen o bojové prostředky Rudé armády. Plukovníku Svobodovi byl přidělen sovětský gardový raketometný oddíl, dva dělostřelecké oddíly a v průběhu bojů další protitankové dělostřelecké palebné síly. V bitvě u Sokolova padl při obraně obce velitel 1. roty nadporučík Otakar Jaroš, který byl posmrtně povýšen na kapitána a jako prvnímu cizinci mu byl udělen titul Hrdina Sovětského svazu. Českoslovenští vojáci u Sokolova nepustili Němce za linii řeky Mže a způsobili Němcům citelné ztráty, ačkoliv původně udávaných 19 tanků, 5 samohybných děl a 300-400 vojáků jsou podle některých historiků přehnaná čísla.
V průběhu března se prapor stahoval vzhledem k pokračující německé protiofenzivě a hrozbě obklíčení až na linii řeky Severní Doněc, kde se podařilo frontu stabilizovat. Celkem za dobu svého bojového zasazení prapor ztratil 304 vojáků, z nichž 5 padlo do německého zajetí.

## Boje na území SSSR
Po bitvě u Sokolova se čs. vojáci přemístili do Novochoperska, kam dorazili 9. května 1943. Zde byla jednotka postupně doplňována o nové příslušníky a vznikla z ní 1. československá samostatná brigáda, která čítala 3 517 vojáků. Část z nich prošla výcvikem v tankové škole v Tambově, aby se snížila závislost čs. vojáků na sovětské podpoře těžkými zbraněmi. V září 1943 čítala výzbroj čs. brigády 10 tanků T-34/76, 10 lehkých tanků T-70, 10 obrněných aut BA-64, 212 automobilů, 62 motocyklů (např. M-72), 6 houfnic ráže 122 mm, 12 kanónů ráže 76 mm, 10 protitankových kanónů ráže 45 mm, 30 minometů, 99 kulometů, 512 samopalů a 2158 automatických pušek.
Začátkem října 1943 odjeli čs. vojáci na frontu, kde byli nasazeni do bitvy o Kyjev. Zde vedli hlavní útok, přičemž dosáhli skvělého vítězství, když se 6. listopadu 1943 probili do severní části města, kde se jim podařilo přetnout nepříteli ústupovou cestu. Tři velitelé – Antonín Sochor, Richard Tesařík a Josef Buršík – obdrželi titul Hrdiny Sovětského svazu, brigáda byla vyznamenána Suvorovovým řádem 2. stupně.
Další střety s německým protivníkem se udály na ukrajinském území v rámci závěrečné fáze boje o Dněpr a v Žytomyrsko-berdyčevské a Korsuň-ševčenkovské operaci u Čerchaňova, Vasilkova, Bílé Cerekve, Žaškova a Ostrožan. Českoslovenští vojáci v nich na různých úsecích fronty odráželi německé pokusy o protiútok a v pozdější fázi počátkem roku 1944 pomáhali zajišťovat vnější obkličovací kruh kolem 6 německých divizí v prostoru Korsuně Ševčenkovského.
Poté, co Rudá armáda osvobodila území Volyně, kde žila asi třicetitisícová česká menšina, byla brigáda stažena do zázemí k doplnění o brance z řad volyňských Čechů a k rozšíření na armádní sbor. Za své úspěšné nasazení v těžkých bojích si brigáda vysloužila uznání nejen v Sovětském svazu.

## Vznik 1. čs. armádního sboru
V březnu 1944 byla brigáda přemístěna na žádost Ludvíka Svobody do Rovna, které bylo střediskem Volyňských Čechů. Zde byl vyhlášen nábor, do kterého se přihlásilo přes 12 tisíc dobrovolníků, z toho na 600 žen. V dubnu 1944 zhlédli její příslušníci ruiny Českého Malína, jehož české obyvatelstvo bylo zmasakrováno rok předtím. Českoslovenští vojáci tento nacistický zločin zdokumentovali a dle názvu obce byl pojmenován jeden z čs. tanků. 10. dubna 1944 schválil generální štáb Rudé armády vznik armádního sboru. Koncem dubna se brigáda s dobrovolníky přemístila do prostoru Černovic, kde probíhal intenzívní výcvik. Zařazením nováčků do armády tak vznikl První československý armádní sbor v SSSR, který byl doplněn jednak o dobrovolníky z Volyně a z Podkarpatské Rusi, jednak o čs. občany, kteří se již zotavili po propuštění ze sovětských gulagů. Před nasazením do Karpatsko-dukelské operace čítal sbor 16 451 vojáků. Nejvíce 6 927 Volyňských Čechů, 4 030 Ukrajinců a Rusínů, 3 326 Slováků, 925 Čechů a Moravanů, 1 243 různých národů a národnostních menšin.
V létě 1944 se 1. československý armádní sbor skládal z 1. a 3. pěší brigády, 2. paradesantní brigády, 1.tankové brigády, pěti dělostřeleckých pluků (z toho dvou smíšených pluků o jednom oddíle houfnic a dvou oddílech těžkých minometů, dvou motorizovaných protitankových pluků a 5. sborového pluku těžkého dělostřelectva) a podpůrných jednotek: protiletadlových oddílů, 3 ženijních praporů, 4 spojovacích praporů, jezdecké čety a jednotek týlového zabezpečení. Jeho velitelem se stal generál Jan Kratochvíl, kterého jmenovala čs. vláda ve Velké Británii.
Jádrem sboru byla 1. brigáda, jejímž velitelem zůstal generál Ludvík Svoboda. Brigáda se skládala ze 2 pěších praporů, praporu samopalníků a podpůrných jednotek. 2. paradesantní brigáda byla vycvičena v Jefremově a její mužstvo tvořili převážně bývalí příslušníci První slovenské pěší divize, která bojovala proti SSSR, avšak v říjnu 1943 přešla k Rudé armádě.
Neshody mezi velením a čs. exilovou vládou v Londýně pokračovaly, a to dokonce i kvůli takovým malichernostem, jakou bylo např. převléknutí čs. vojáků do nových uniforem. Podstatnější spor se vedl o to, zda se na osvobozeném území má vyhlásit všeobecná mobilizace do čs. armády, nebo se má z nově odvedených vojáků doplňovat a případně rozšiřovat stávající armádní sbor, případně vytvářet zcela novou vojenskou organizaci podřízenou Slovenské národní radě.

## Vstup na území Československa
29. srpna 1944 vypuklo na Slovensku národní povstání. Čs. vláda rozhodla učinit všechny kroky na jeho podporu. 17. září přistál na Slovensku 1. čs. samostatný stíhací letecký pluk, jehož velitelem byl František Fajtl, od 26. září byla na Slovensko přepravována 2. paradesantní brigáda. Zároveň se narychlo připravovala Karpatsko-dukelská operace, při níž měl čs. armádní sbor rychle proniknout na Slovensko. Situace se však vzhledem k silné německé obraně a včasnému odzbrojení dvou slovenských divizí, které měly podle plánů přejít na stranu povstalců a usnadnit průchod československých a sovětských vojsk karpatskými průsmyky, vyvíjela naprosto jinak. Tato operace, při níž se po velkých ztrátách podařilo po 80 dnech přejít čs. vojskům na území Slovenska, vyvolává dodnes dohady historiků. Jelikož operace byla, přes změnu situace, o níž byli informováni, sovětským velením zahájena podle původních plánů a sbor utrpěl v prvních dnech velké ztráty, odvolal sovětský maršál Koněv generála Kratochvíla z funkce a velením sboru pověřil generála Svobodu.
Těžké boje s oboustranně vysokými ztrátami trvaly až do 6. října 1944, kdy čs. vojáci vítězně vstoupili na území Československa. Ještě v průběhu operace 6. října padl i velitel 1. pěší brigády sboru brigádní generál Jaroslav Vedral-Sázavský, když jeho automobil najel, již na československém území, na minu. V té době probíhala i Východokarpatská operace 4. ukrajinského frontu, při níž došlo od 6. do 28. října 1944 k osvobození Podkarpatské Rusi a severovýchodních okresů Slovenska, poté následovala Východoslovenská operace, při které bylo dobyto území východně od Košic a Prešova. Čs. armádní sbor po ztrátách utrpěných na Dukle (z 16 500 příslušníků sboru zůstalo přibližně 9 700) nutně potřeboval bojovou přestávku a tak přešel až do první poloviny ledna 1945 do obrany na horním toku řeky Ondavy.

## Boje na Slovensku
V závěru prosince 1944 bylo odveleno všech 5 dělostřeleckých pluků (s výjimkou dvou oddílů ponechaných na původních pozicích) a 1. tankový prapor, který v té době disponoval pouze 5 tanky a 2 samohybnými děly, k posílení útoku Moskalenkovy 38. armády na krakovském směru při Západokarpatské operaci. Čs. dělostřelecké a tankové jednotky byly nasazeny na hlavním směru úderu u Jasla. Operace skončila naprostým rozdrcením německých vojsk. Čs. jednotky se po dosažení průlomu německé obrany vrátily zpět ke zbytku armádního sboru.
16. ledna roku 1945 pod vlivem útoků Rudé armády po celé délce fronty začal 1. čs. armádní sbor pronásledovat německé jednotky, stahující se z východního Slovenska. Dne 22. ledna se rozpoutaly těžké boje na Branisku, které trvaly tři dny. Československé a sovětské jednotky pronikly na Spiš a do Vysokých Tater. Po bojích u Važce a Východné postoupil čs. sbor 30. ledna až k Liptovskému Hrádku. Následovaly boje o Liptovský Mikuláš, který byl spolu s okolím velice dobře opevněn. O město probíhaly tvrdé dvouměsíční boje, které byly pro čs. vojáky druhé nejkrvavější po bitvě o Dukelský průsmyk. Útoky ve dnech 3., 5. a 13. února byly odraženy, takže útočící vojska přešla na čas do obrany. V polovině února došlo k převelení tankové brigády pro potřeby Ostravsko-opavské operace. Počátkem března byl útok na Liptovský Mikuláš obnoven, ten byl 3. března 1945 osvobozen, ale po protiútoku padlo město 11. března znovu do rukou Němců. V tomto období také probíhala Bratislavsko-brněnská operace, přičemž vojska 2. ukrajinského frontu a rumunské armády postupovala na jihu Slovenska směrem k Bratislavě a Banské Bystrici a Němcům hrozilo obklíčení. Proto Liptovský Mikuláš 4. dubna vyklidili a o den později i Ružomberok. Čs. vojáci tak už bojovali pouze se zajišťovacími zadními voji a hlavní německé síly se stahovaly do připravených pozic před Žilinou. Sbor byl v té době mobilizací na osvobozovaném slovenském území rozšířen o další, 4. pěší brigádu.

V dalších bojích velení sboru převzal generál Karel Klapálek, bývalý velitel 3. pěší brigády, a náčelníkem štábu sboru se stal generál Bohumil Boček.[zdroj⁠?!] Ludvík Svoboda byl 4. dubna jmenován ministrem národní obrany Košické vlády ČSR. Útok čs. jednotek pokračoval na Martin a Žilinu. V údolí Váhu, obklopeném horami a v pohoří Malá Fatra však probíhal postup velmi pomalu, a tak se 1. čs. armádní sbor probil k dalšímu německému obrannému pásmu u Žiliny až koncem dubna 1945. 29. dubna se začali Němci stahovat i z tohoto prostoru, protože jim v důsledku Ostravsko-opavské a Bratislavsko-brněnské operace hrozilo obklíčení. Československé jednotky zahájily postup k moravsko-slovenské hranici v pohoří Javorníky, které překročily za probíhajících bojů se zadními voji Němců 2. května 1945.

## Závěrečné boje
Při osvobozování Moravy a Slezska hrály v Ostravsko-opavské operaci, důležitou roli i složky 1. čs. armádního sboru, jimiž byla 1. československá samostatná tanková brigáda v SSSR a 1. československá smíšená letecká divize v SSSR. Dne 15. dubna překročili českoslovenští tankisté česko-slovenskou hranici a pokračovali v bojích na území Moravy a Slezska až do počátku května 1945.
4. května 1945 osvobodily 1., 3. a 4. brigáda čs. armádního sboru, které se probily ze Slovenska, za účasti místních partyzánů město Vsetín. Poté pokračovala čs. vojska dvěma proudy směrem k Hulínu, Kroměříži a Kojetínu. Při bojích s Němci byla podporována partyzány i obyvatelstvem, které povstalo proti německé okupaci. Dne 7. května se uskutečnil poslední větší boj - bitva o Břest. Svoje tažení skončily československé oddíly 8. května 1945 u obce Pivín u Prostějova.
Ještě po oficiální kapitulaci Německa pomáhaly čs. jednotky čistit území od nepřátelských vojáků, kteří neunesli hořkost porážky a pokračovali v boji. Dne 10. května dorazily první čs. jednotky do Prahy a 17. května se konala v Praze přehlídka čs. vojsk. 1. československý armádní sbor vzrostl při osvobozování Československa o nové síly, přičemž v jeho složkách působili zmobilizovaní vojáci i partyzáni, takže na konci svého poslání čítal šedesát tisíc mužů.

## 1. Čs samostatná tanková brigáda v SSSR

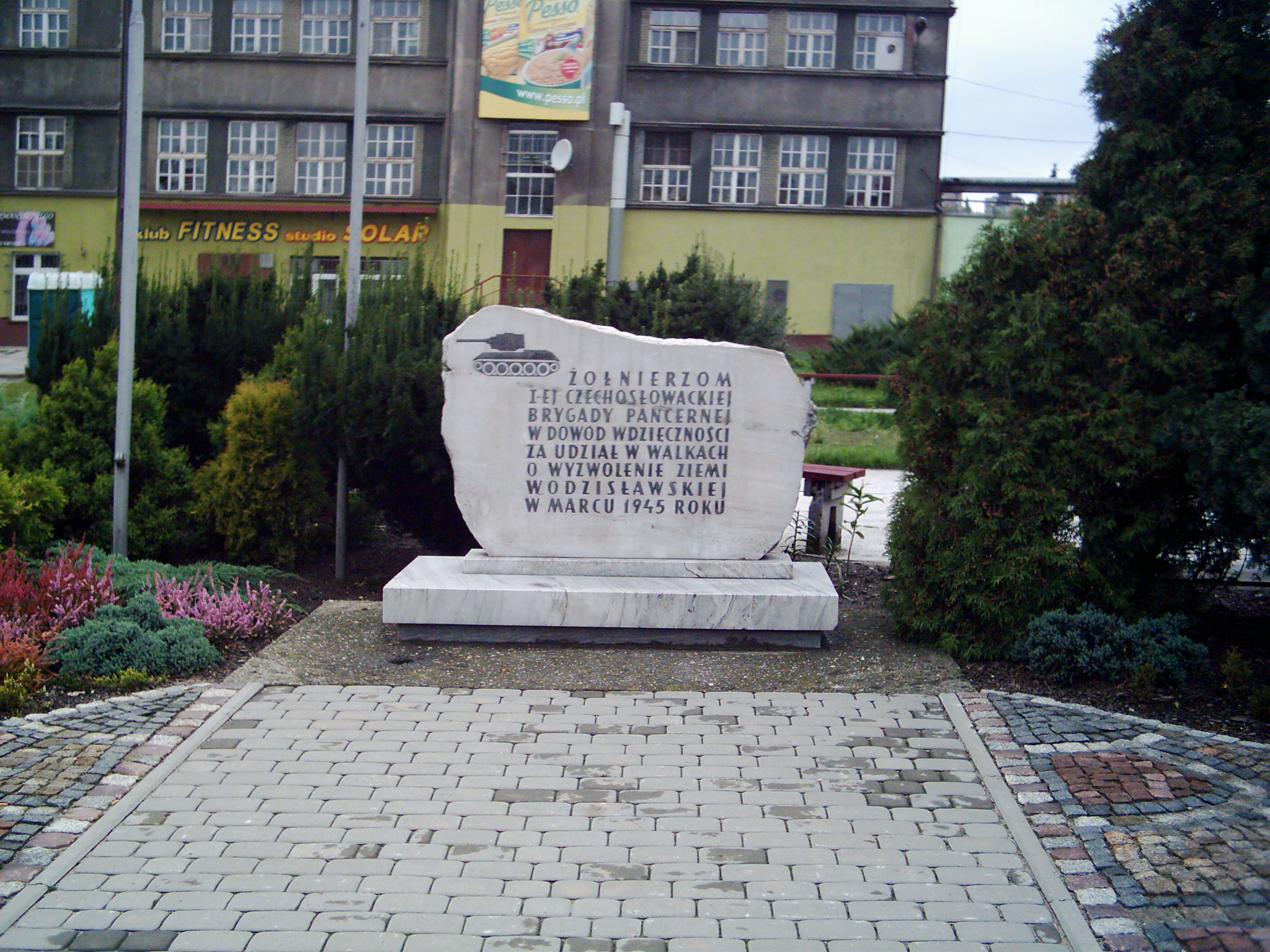
Pomník v Wodzisławiu (Slezsko) připomíná 1. československou samostatnou tankovou brigádu

V rámci reorganizace 1. československého armádního sboru byl dne 20. května 1944 oficiálně zřízen 1. československý tankový pluk, 25. července 1944 vznikla jeho rozšířením 1. československá tanková brigáda (velitel Vladimír Janko). V roce 1944 však neobdržela počet tanků, který by odpovídal nasazení všech vycvičených osádek. Do Karpatsko-dukelské operace tak bylo nasazeno pouze 11 středních a tři lehké tanky, dále dvě samohybná děla. Po bojích na Dukle překročení Dukelského průsmyku zůstaly našemu sboru pouze tři tanky, avšak později bylo třináct dříve zasažených tanků zprovozněno.
Teprve v únoru roku 1945 dosáhla tanková brigáda úplné bojové pohotovosti. Její prapory a roty byly vyzbrojeny 52 tanky T-34/85, 12 tanky T-34/76, jedním tankem T-70 a dvěma samohybnými děly SU-85. Mimo to měli českoslovenští vojáci k dispozici 75 nákladních, speciálních a cisternových vozidel a k vyprošťování zasažených tanků 6 traktorů.
Počátkem března byla tanková brigáda přesunuta k Ostravsko-opavské operaci. Do bojů zasáhla 24. března 1945 , 26. března vjely československé tanky do Wodzisławi (Polsko) a dne 30. dubna dobyly spolu se sovětskými útvary Ostravu. Jejich postup pokračoval i poté: 4. května byly v Libavě, 6. května pronikly k Fulneku, 7. května se jim otevřela cesta na Olomouc. Poslední souboj s německými jednotkami svedli českoslovenští tankisté 8. května u Litovle, odtud již rychle pospíchali ku Praze. 9. května večer dojela do Prahy skupina čs. průzkumníků, tanky dorazily až příští den - 10. května 1945. 17. května 1945 se konala v Praze slavnostní přehlídka, při níž měli čs. vojáci půjčeny sovětské tanky IS-2, které řídili příslušníci Rudé armády.

## Dělostřelectvo 1. čs. armádního sboru
Dělostřelectvo 1. československého armádního sboru se vyvíjelo od vzniku jednotky postupně a svoji sílu získalo po náboru Volyňských Čechů a později i dobrovolníků z Podkarpatské Rusi. Koncem roku 1944 se skládalo z šesti dělostřeleckých praporů a disponovalo 156 kanóny a houfnicemi. V tomto počtu nejsou zahrnuty těžké zbraně 2. československé samostatné paradesantní brigády, kanóny obrněných vozidel 1. čs. samostatné tankové brigády a praporní minomety vz. 1941 ráže 82 mm minometných rot pěších praporů. Dělostřelci disponovali jednak 152 mm houfnicemi vz. 1937 (ML-20), dále houfnicemi vz. 1938 ráže 122 mm, 76mm kanóny vz. 1942 (ZIS-3) a plukovními minomety vz. 1938 ráže 120 mm. Jako tažná vozidla 152 mm houfnic byly používány sovětské tahače JA-12, 122 mm houfnice tahaly z větší části americké nákladní vozy Studebaker US6 nebo sovětské vozy GAZ AA, protitankové kanóny byly přemisťovány americkými vozy Dodge WC-51/52. K dispozici velitelů jednotlivých praporů byly americké džípy Willys. Nejúspěšnějším bojovým vystoupením československých dělostřelců bylo jejich nasazení v Západokarpatské operaci v bitvě u polského městečka Jasla, která se tak stala největším vystoupením československého dělostřelectva vůbec.

## Kontroverze
Vojáci 1. československého armádního sboru prošli nejen peklem bojů, ale dotkly se jich i osobní zážitky a zkušenosti např. Volyňský masakr. Nejprve si mnozí z nich vyzkoušeli život v sovětském gulagu – volyňští Češi, Ukrajinci a Rusíni poznali Stalinův komunistický režim i německou nadvládu na vlastní kůži. Poté, při postupu Sovětským svazem, Polskem, Slovenskem a částečně i Moravou se seznamovali s dalšími nacistickými zločiny – vypálenými vesnicemi, zmasakrovaným civilním obyvatelstvem, hromadnými hroby. Tato zkušenost prohloubila nenávist československých vojáků vůči Němcům, která v nich už byla od roku 1938, kdy se po přijetí Mnichovské dohody nemohli Německu bránit. Tato nenávist vedla v samém závěru války i těsně po jejím skončení k aktům násilí vůči Němcům.
Příslušníci čs. armády se po válce mimo jiné podíleli na tzv. divokém odsunu. Jedním z nejznámějších zločinů (a jedním z potrestaných, byť ve výsledku jen symbolicky) je masakr na Švédských šancích, kde vojáci na příkaz poručíka Karola Pazúra povraždili 265 německých civilistů (z toho 120 žen a 74 dětí).
1. československý armádní sbor zanikl krátce po vítězném ukončení války, dne 25. 5. 1945 byla schválená tzv. Prozatímní organizace československé branné moci, podle niž došlo k reorganizaci československé armády na mírové stavy.